# 米沙隆喷泉站
米沙隆喷泉站（法語：Gare de Fontaine Michalon），是法国的一个铁路车站，属于大区快铁B线B4支线。开通于1854年7月29日，位于上塞纳省安东尼。属于第四收费区（法語：Zone 4），1977年12月9日大区快铁B线开始使用本站。